# Culford
Culford is een civil parish in het Engelse graafschap Suffolk.